# Charlotte Madsen
Charlotte Madsen (* um 1969) ist eine dänische Badmintonspielerin.

## Karriere
Charlotte Madsen gewann in Dänemark sechs Titel bei Nachwuchsmeisterschaften. 1987 erkämpfte sie sich Gold und Bronze bei den Junioren-Europameisterschaften. Des Weiteren gewann sie auch die Nordischen Juniorenmeisterschaften. 1985 war sie bei den Norwegian International erfolgreich, 1987 bei den USSR International und 1989 bei den Austrian International.

## Sportliche Erfolge
| Saison    | Veranstaltung                                    | Disziplin   | Platz | Name                                                       |
| --------- | ------------------------------------------------ | ----------- | ----- | ---------------------------------------------------------- |
| 1980/1981 | Dänemark: Einzelmeisterschaften der Junioren U13 | Damendoppel | 1     | Lisbet Stuer-Lauridsen / Charlotte Madsen, Lillerød        |
| 1982/1983 | Dänemark: Einzelmeisterschaften der Junioren U15 | Damendoppel | 1     | Lisbet Stuer-Lauridsen / Charlotte Madsen, Lillerød        |
| 1983/1984 | Dänemark: Einzelmeisterschaften der Junioren U17 | Damendoppel | 1     | Lisbet Stuer-Lauridsen / Charlotte Madsen, Lillerød        |
| 1984/1985 | Dänemark: Einzelmeisterschaften der Junioren U17 | Damendoppel | 1     | Charlotte Madsen / Helle H. Andersen, Lillerød             |
| 1985      | Norwegian International                          | Damendoppel | 1     | Charlotte Madsen / Lotte Olsen                             |
| 1986      | Nordische Juniorenmeisterschaften                | Damendoppel | 1     | Charlotte Madsen / Helle H. Andersen                       |
| 1986/1987 | Dänemark: Einzelmeisterschaften der Junioren U19 | Mixed       | 1     | Jens Meibom / Charlotte Madsen, Lillerød                   |
| 1986/1987 | Dänemark: Einzelmeisterschaften der Junioren U19 | Damendoppel | 1     | Charlotte Madsen / Helle H. Andersen, Lillerød             |
| 1987      | Sjællandsmesterskaber                            | Damendoppel | 1     | Charlotte Madsen (Lillerød) / Helle H. Andersen (Lillerød) |
| 1987      | USSR International                               | Mixed       | 1     | Jon Holst-Christensen / Charlotte Madsen                   |
| 1987      | Nordische Juniorenmeisterschaften                | Mixed       | 1     | Jens Maibom / Charlotte Madsen                             |
| 1987      | Nordische Juniorenmeisterschaften                | Damendoppel | 1     | Charlotte Madsen / Helle H. Andersen                       |
| 1987      | Junioren-Europameisterschaft                     | Damendoppel | 3     | Helle Andersen / Charlotte Madsen                          |
| 1987      | Junioren-Europameisterschaft                     | Mixed       | 1     | Jens Maibom / Charlotte Madsen                             |
| 1989      | Austrian International                           | Damendoppel | 1     | Charlotte Madsen / Anne Mette Bille                        |